# Batriasymmodes cavicrus
Batriasymmodes cavicrus är en skalbaggsart som först beskrevs av Thomas Casey 1894.  Batriasymmodes cavicrus ingår i släktet Batriasymmodes och familjen kortvingar. Inga underarter finns listade i Catalogue of Life.